# جيمس بنينج
جيمس بنينج (بالإنجليزية: James Benning)‏ هو مونتير ومنتج أفلام ومخرج أمريكي، ولد في 28 ديسمبر 1942 في ميلواكي في الولايات المتحدة.

## وصلات خارجية
- جيمس بنينج على موقع IMDb (الإنجليزية)
- جيمس بنينج على موقع روتن توميتوز (الإنجليزية)
- جيمس بنينج على موقع مونزينجر (الألمانية)
- جيمس بنينج على موقع ألو سيني (الفرنسية)
- جيمس بنينج على موقع أول موفي (الإنجليزية)
- جيمس بنينج على موقع قاعدة بيانات الأفلام السويدية (السويدية)
- جيمس بنينج على موقع قاعدة بيانات الفيلم (الإنجليزية)
- جيمس بنينج على موقع ليتربوكسد (الإنجليزية)
- جيمس بنينج على موقع كينوبويسك (الروسية)